# Die Taschenuhr des Anderen
Die Taschenuhr des Anderen ist ein Bühnenstück von Willi Olbrich, das auch als Hörspiel inszeniert wurde. Das Stück spielt im Gerichtssaal in Chemnitz am 70. Geburtstag von Karl May. Es bezieht sich auf den so genannten Uhrendiebstahl Weihnachten 1861 und inszeniert Mays fiktive Rehabilitierung.

## Inhalt
„Mit dem Uhrendiebstahl endete Karl Mays bürgerliches Dasein und ein Abenteuer von Leben begann. Doch der Täter wurde nicht wegen Diebstahls einer Uhr verurteilt, sondern nur wegen unerlaubter Benutzung; selbst das damalige Gericht war von seiner – Karl Mays – Schuld nicht restlos überzeugt. Und nun zeigt sich Willi Olbrich als Kenner der Materie: In seinem Einakter deckt er weitere Widersprüche auf, führt die Stellungnahme der damals Beteiligten ad absurdum und zeigt uns nicht nur, was getan und gesagt wurde, sondern auch, was man (mit Absicht!) unterließ und verschwieg. Die Fragen nach dem Warum offenbaren eine Vielfalt persönlicher Motive, deren Zusammentreffen für den Angeklagten den Eindruck eines Komplotts erwecken. Zum Höhepunkt der Verhandlung gerät die Aussage des Expedienten Scheunpflog, des Eigentümers der Uhr, und seine kaltschnäuzige Rede ist Willi Olbrich zum Meisterstück geraten.“

## Theaterstück
Das Stück wurde am 8. April 2006 in Wien als szenische Lesung uraufgeführt. Ort und Anlass war der Beginn der Galanacht anlässlich des 5. Österreichischen Karl-May-Treffens in Groß-Enzersdorf.
Am 21. Oktober 2006 erlebte es die schweizerische Erstaufführung in Luzern.

## Hörspiel
2008 veröffentlichte Meike Anders ein „dramatisches Hörbuch“. Sämtliche Rollen darin – außer dem Erzähler (Herbert Graedtke) und der Wachtmeistersgattin (Iris Würgler) – wurden von Jean-Marc Birkholz gesprochen.

## Sonstiges
In der Ankündigung im Rahmen des vorläufigen Programms zum 5. Österreichischen Karl-May-Treffen hieß das Stück noch „Rehabilitation für Charly“.
Das 16-seitige Textbuch wurde unter dem Titel Die Taschenuhr des Anderen: Karl Mays „so genannter“ Uhrendiebstahl 1861 2006 veröffentlicht und war über die Schweizer Karl-May-Freunde beziehbar.

## Quelle
- Eintrag im Karl-May-Wiki